# 지원이
지원이(본명: 함지원, 1981년 6월 28일 ~)은 대한민국의 트로트 가수이다.

## 홍보대사
- 2017년 경기남부경찰청 홍보대사
- 2019년 강원경찰 보이스피싱 예방 홍보대사
- 2020년 고성군 홍보대사

## 수상
- 2001년 전국노래자랑 속초시편 최우수상
- 2012년 박달가요제 인기상
- 2020년 MBN 《라스트 싱어》2위
- 2020년 MBN 《트로트퀸》우승

## 데뷔
- 2012년 싱글 앨범 "행복한 세상"

## 앨범
- 2012년 행복한 세상
- 2014년 삐빠빠 룰라
- 2015년 쿵짜라
- 2016년 이제서야
- 2016년 이도령의 품속엔 마패가 숨어있다
- 2017년 니까짓게 뭔데 남자답게
- 2022년 딩가딩
- 2023년 오!마니
- 2024년 자기야화이팅

## 방송
| 연도 | 방송   | 제목                      | 역할                                                  |
| ---- | ------ | ------------------------- | ----------------------------------------------------- |
| 2014 | 엠넷   | 트로트 엑스               |                                                       |
| 2019 | TV조선 | 내일은 미스트롯           |                                                       |
| 2019 | KNN    | 골든 마이크               |                                                       |
| 2019 | 채널A  | 아빠본색                  |                                                       |
| 2020 | MBN    | 트로트퀸                  |                                                       |
| 2020 | MBN    | 라스트 싱어               |                                                       |
| 2020 | MBC    | 미스터리 음악쇼 복면가왕  | 고민고민하지마 가왕석까지 고민없이 GO 짬짜면 (참가자) |
| 2020 | MBN    | 천일야사                  | 3회 193~195회                                         |
| 2021 | IHQ    | 은밀한 뉴스룸             |                                                       |
| 2021 | MBN    | 국가대표선발전 헬로트로트 |                                                       |
| 2024 | TV조선 | 알콩달콩                  | 메인MC                                                |

## 경력
- 2022.04. ~ 2022.12. 풋살팀 《FC트롯퀸즈》창단 멤버

## 광고
- 화이트맥주
- 롯데제과
- 체인징s
- 참존화장품
- 힐스테이트